# .243ウィンチェスター
.243ウィンチェスター（6×52mm）は、人気のあるスポーツライフル用の弾薬である。中型動物と小型動物の両方を狩るための多用途なショートアクション弾薬として開発され、1955年の登場時には「ホワイトテイルハンティングに革命をもたらし」、現在でも最も人気のあるホワイトテイルジカ（オジロジカ）用の弾薬の一つだ。また、より重い弾丸を使用してブラックテイルジカ、プロングホーン、ミュールジカの狩猟にもよく使われ、軽い弾丸でのバーミント(小型害獣駆除)にも適している。.243ウィンチェスターは、3年前に登場した.308ウィンチェスターをネックダウンしたものだ。約80〜85グレインの膨張性単一銅弾や、90〜105グレインの伝統的な鉛弾で制御された膨張設計の弾丸が中型動物の狩猟に最適で、軽い弾丸はバーミント用に適している。
アメリカの少なくとも10の州とイギリスでは、.243または同様の弾薬がシカ狩猟に合法とされる最小の口径弾薬だ。(例外的に、イギリスでは小型のホエジカやキバノロを.22（5.56mm）口径の武器で狩ることが許可されるように改訂された。)この弾薬は300ヤード（約270メートル）以上でも非常に正確に狙えるが、その距離では中型獲物を確実に倒すのに十分な終端エネルギーを維持できないことがある。一般的に、高度な経験を持つハンターは、.243ウィンチェスターを使用して110キログラム（約250ポンド）までの雄ジカを狩ることができる。一方、あまり経験のないハンターでも、非常に低い反動と高い速度のおかげで.243で十分に狩ることができる。狩猟用途以外でも、この弾薬はターゲットシューティングやメタリックシルエットシューティングにおいても、その反動の低さと速度の高さから非常に人気がある。
.243ウィンチェスターは、『Field and Stream』や『Outdoor Life』など狩猟雑誌の「最高のホワイトテイルジカ狩猟用弾薬」ランキングで常にトップ5に入っている。その広範囲な人気は、ブローニング・アームズ社によって「ホワイトテイルハンターのお気に入り」と呼ばれ、『American Rifleman』誌によって「アメリカのお気に入り」とされている。この人気により、新しく製造されるボルトアクションライフルだけでなく、セミオートマチックライフル、レバーアクションライフル、さらにはポンプアクションライフルにも対応している。『Gun Digest』誌の推定によれば、2018年末時点で.243ウィンチェスターはすべての狩猟用ライフル実包の中で、ロングアクションの.30-06に次いで2番目に人気がある。

## 歴史
著名な『Field and Stream』編集者で、ハーバード出身の技術銃愛好家ウォーレン・ペイジ（Warren Page）は、6mmリー・ネイビー弾が廃止された後の1940年代に.243口径（6.2mm）のワイルドキャット・カートリッジの実験を始めた。1952年に.308ウィンチェスターが導入されると、ペイジは.308の設計をネックダウンして新しい.243ワイルドキャット弾を作り始めた。ペイジがこの新しい弾薬で狩猟に成功し、多くの執筆を行った後、ウィンチェスターはすぐに工場装填された.243を開発した。この弾薬は1955年にウィンチェスターモデル70ボルトアクションライフルとモデル88レバーアクションスポーツライフル用に初めて導入され、瞬く間に世界中のスポーツマンの間で人気を博した。
これは画期的な開発で、当初は80グレインの弾丸と100グレインの弾丸の2種類の工場装填のみが提供された。80グレインの弾丸は高速度と長距離性能を最適化しており、グラウンドホッグ、コヨーテ、プレーリードッグなどの害獣狩りに適していた。一方、100グレインの弾丸は、シカやプロングホーンアンテロープのような中型獲物に適している。ウィンチェスターのラインアップには、非常に似た.257ロバーツが先行していたが、この弾薬は軽量で害獣向けの弾丸や、尖った長距離用のスピッツァー弾（尖頭弾）で工場装填されることがなかったため、新しい弾薬ほどの人気を得ることはなかった。
レミントンも6mm（.243インチ）ファミリーがこの二重用途に適していると考え、1955年に.257ロバーツをネックダウンして.243の弾丸（最大90グレイン）を受け入れるようにした.244レミントンを導入した。同じ年に導入されたが、ウィンチェスターの弾薬は現在でも利用可能である一方、.244レミントンは後に100グレインの弾丸を導入して6mmレミントンと改名されたが、人気ははるかに低い。これは、.244レミントンのケース容量が大きいため、最大装薬量でわずかに速く弾丸を押し出せるにもかかわらずだ。人気の差には、.243ウィンチェスターが当初1インチ10インチのライフリングツイストレートで提供され、100グレインおよび105グレインの重い弾丸を安定させるのに適していたのに対し、.244レミントンは1インチ12インチのツイスト（そのため90グレインの工場装填弾が提供されていた）が要因となっている。
1963年にイギリスで施行されたシカ猟法により、シカ猟に使用できる最小弾丸直径が.240インチと定められ、さらに銃口速度と弾丸エネルギーの最低レベルも規定されたため、.243は長い間、合法的なシカ狩りの入門口径と見なされている。通常は.308ウィンチェスター/7.62×51mm NATOでチャンバーされる銃器も、スペインのような国では、いわゆる軍用口径の私的所有を制限または禁止する規制があるため、.243で提供されることがある（ボルトアクション連発ライフルに限定）。現在、この弾薬を軍用に指定している軍隊は知られていない。
スポーツ以外の用途では、ロサンゼルス市警察の特殊武器戦術部隊（SWAT）の初期に、.243でチャンバーされたボルトアクションライフルが使用されていた。専門的な115グレインの弾丸は、28インチのバレルから最高で3,150フィート毎秒、26インチのバレルからは3,000フィート毎秒以上の速度で発射される。
P.O.アクレー（P. O. Ackley）は、このカートリッジを改良したバージョンである.243ウィンチェスター・インプルーブド（アクレー）を作成した。他の改良カートリッジと同様に、肩の角度を急にし、側面を膨らませることで、約10%の火薬容量を増やし、速度にも若干の向上をもたらした。

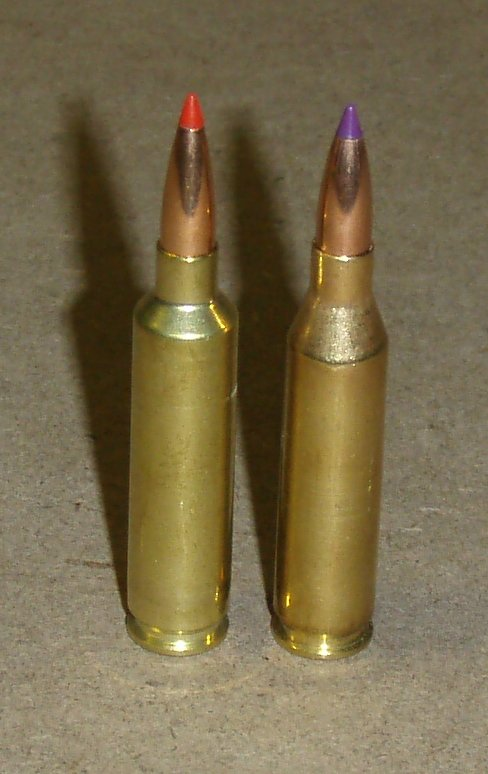
.243 Ackley Improved (左) と .243 Win

## パフォーマンス
性能面では、.243ウィンチェスターは6mmクリードモアとほぼ同等だが、.243ウィンはより多くの弾丸とケースのオプション、さらに多くの工場装弾と銃のオプションがある。.243ウィンにはわずかに多くの火薬容量がある一方で、6mmクリードモアは通常、わずかに高い圧力で装填される。
.243ウィンチェスターは非常に少ない反動で、60年前に導入された.30-30ウィンチェスターカートリッジよりもさらに少ない反動を持ちつつ、より高いチャンバー圧力、大量の火薬、鋭く尖った弾丸を組み合わせることで、.243は.30-30が達成できるよりも多くの銃口エネルギーと遥かに大きな遠距離エネルギーをもたらした。.243ウィンチェスターは、7mm-08レミントンよりも500ヤードまでの距離でより平坦に、より正確に射撃できることが判明しており、反動が少ない反面、終端エネルギーも少ない。

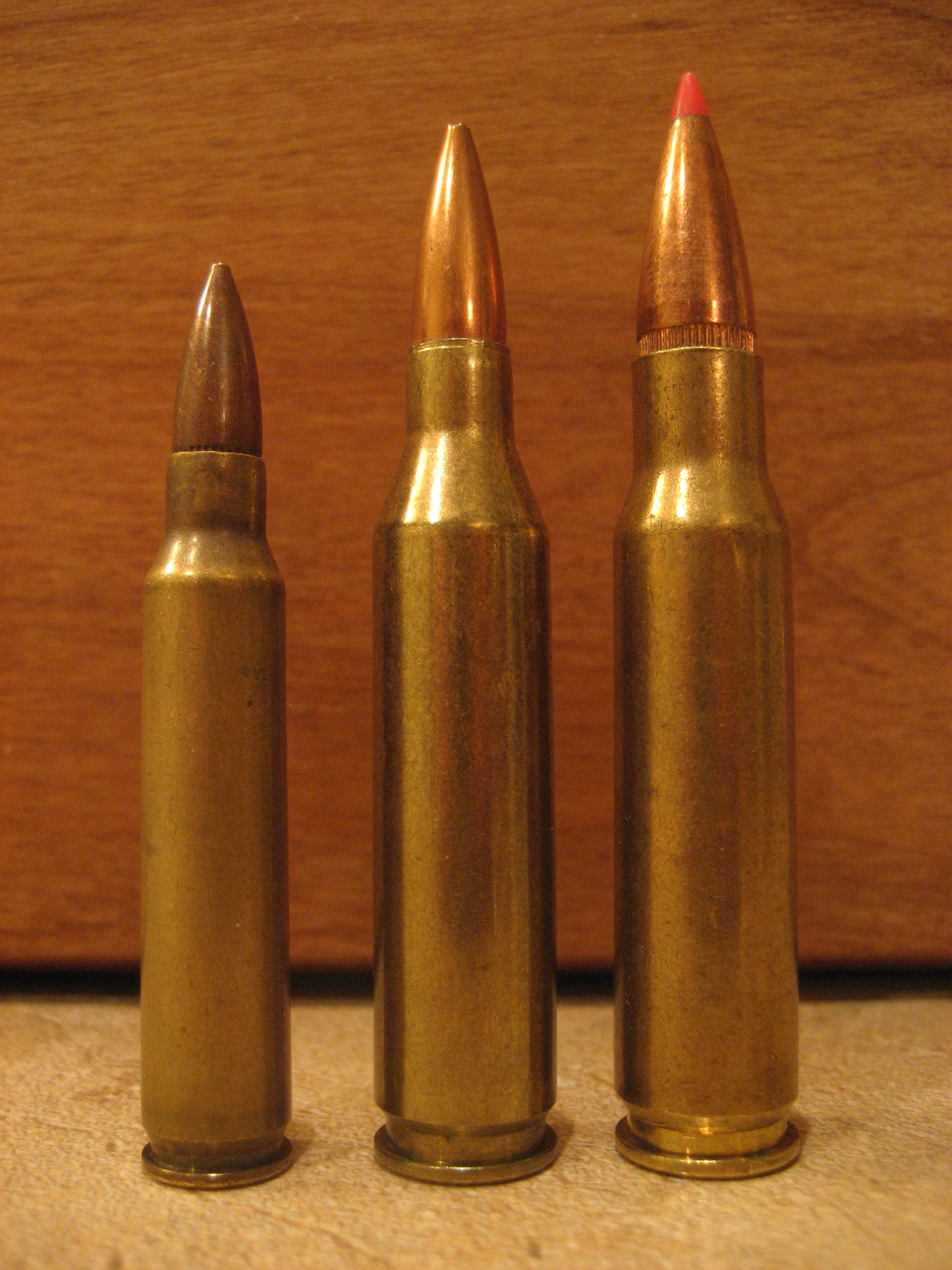
(左から右) .223 Rem, .243 Win, .308 Win

反動が非常に軽く、「ライフルを扱える人なら誰でも撃てる」と評されている。.243ウィンチェスターは人気の小口径ライフル弾薬の中で、.223レミントンの約3倍、.22-250レミントンの2倍の反動を持つが、より強力な長アクションの.25-06レミントンの反動の半分しかない（マズルブレーキなし）。.223や.22-250はシカ狩りには推奨されないため、.243は小口径のシカ狩り用カートリッジの中で最も低い反動を持つ。
より大きく重い弾丸と比較して、伝統的に.243の従来の弾丸が中型獲物に対しての過剰貫通の欠如の特性は、問題（出口傷と血痕が不足する）と見なされるか、または特徴（エネルギーを全てシカに使い切る）と見なされてきた。しかし、80グレイン（5.2g）ほどの重量の一体型銅製.243弾薬はこの特性を打ち消し、野生のイノシシのような大きな体の中型獲物でも十分な貫通と血痕を引き起こす。
.243は、85グレイン（5.5g）の工場装弾された拡張型一体型銅弾を24インチ（610mm）のバレルから発射することで、秒速3,200フィート（980m）の速度を生み出す。他の商業的に装弾された.243弾薬のバリエーションは、55グレイン（3.6g）から115グレイン（6.8g）までの弾丸重量がある。バレルのツイストレートは、どの弾丸を使用するかを決定する際に重要な要素となることがあり、1:10のツイストレートが最も一般的で、100グレインまでの弾丸を安定させるのに十分である。しかし、非常に低いドラッグプロファイルの弾丸や100グレイン以上の弾丸には、1:8や（115グレインのVLD弾丸用には）1:7が必要である。
一例の.243ウィンチェスター弾（円の大きさは反動に比例）
- ゲームクラス vs 6インチ最大至近距離
- 断面密度と弾道係数

## 日本での狩猟運用
日本国内で『鳥獣の保護及び管理並びに狩猟の適正化に関する法律施行規則』により、ヒグマ、ツキノワグマ、イノシシ及びニホンジカに対しては、口径の長さが五・九ミリメートル以下のライフル銃を使用する猟法は禁止されているため、6㎜口径の.243ウィンチェスターはそれら動物への狩猟に使用できる最小口径の弾薬にあたる。2020年代の時点で、日本国内に流通してる6㎜口径の既成実包は.243ウィンチェスターしかない。ハンターによってはエゾシカの狩猟にも使用されている。